# Iodbenzylalkohole
| keine GHS-Piktogramme |

| keine GHS-Piktogramme |

| Gefahrensymbol |

Die Iodbenzylalkohole bilden in der Chemie eine Stoffgruppe, die sich sowohl vom Benzylalkohol als auch vom Iodbenzol ableitet. Die Struktur besteht aus einem Benzolring mit angefügter Hydroxymethylgruppe (–CH2OH) und Iod (–I) als Substituenten. Durch deren unterschiedliche Anordnung (ortho, meta oder para) ergeben sich drei Konstitutionsisomere mit der Summenformel C7H7IO.